# ブライアン・レーン
ブライアン・レーン (Brian Lane) は、イギリスの音楽業界の関係者。マネージメント業を主に行っており、かつてイエス、エイジアなどのマネージメントを行ったことで知られている。マネージメント事務所SunArtsの社長。

## 概要
1970年半ば、ロイ・フリンに代ってイエスの2代目のマネージャーに就任。1971年1月からのイギリスとヨーロッパ・ツアーを初め、ステージの手配やレコーディングの手配を含む各種のマネージメントをこなし、イエスの人気と知名度の拡大に貢献した。
イエスのほか、リック・ウェイクマン、エマーソン・レイク・アンド・パウエル、3、バグルス、エイジア、GTR、イット・バイツなど、数多くのバンドやミュージシャンのマネージャーを務めた。
いわゆる仕掛け人、企画屋としての側面を持つ。
- 1979年、イエスからジョン・アンダーソン、リック・ウェイクマンが脱退した後、バグルズのトレヴァー・ホーンとジェフ・ダウンズを加入させた[注釈 3]。
- 1982年、エイジア結成。
- 1983年、エイジアからジョン・ウェットンを解雇してグレッグ・レイクを招集。
- 1986年、スティーヴ・ハウとスティーヴ・ハケットを引き合わせてGTR結成。
- 1988年、アンダーソン・ブラッフォード・ウェイクマン・ハウ（ABWH）結成。
- 1989年、８人組のイエスの編成[1]、
- 2016年、アンダーソン・ラビン・ウェイクマン結成[2][3][注釈 4]。

1976年にはウェイクマン、ウェットン、ビル・ブルーフォードのスーパー・トリオの結成を企画したが、レコード会社との契約の問題などがあって、リハーサルだけで終わった。
ABWHのライブ・アルバム『イエス・ミュージックの夜』のプロデューサーも務めた。
GTRのビデオ"Making of GTR"（日本未発売）にはインタビューに応じる模様が収録された。ABWHのビデオ『イン・ザ・ビッグ・ドリーム』でも彼の姿を確認できる。